# Subiect pentru o schiță
Subiect pentru o schiță  (titlul original: în rusă Сюжет для небольшого рассказа, transliterat: Siujet dlea nebolșogo rasskaza, în franceză Lika, le grand amour de Tchekov) este un film dramatic coproducție sovieto-franceză, realizat în 1969 de regizorul Serghei Iutkevici, protagoniști fiind actorii Nikolai Grinko, Marina Vlady, Iia Savvina și Rolan Bîkov.

## Rezumat
Anton Cehov își amintește pasiunea pe care a simțit-o, înainte de căsătoria cu actrița Olga Knipper, pentru cântăreața Lika Mizinova, care ulterior l-a inspirat să creeze personajul Nina din piesa sa Pescărușul.

## Distribuție
- Nikolai Grinko – Anton Cehov
- Marina Vlady – Lika Mizinova, profesoară de canto la gimnaziu
- Iia Savvina – Maria Pavlovna Cehova, sora lui Anton, profesoară la gimnaziu
- Rolan Bîkov – Mihail Pavlovici Cehov, fratele lui Anton, reporter
- Evgheni Lebedev – Pavel Egorovici Cehov, tatăl lui Anton
- Aleksandra Panova – Evghenia Iakovleevna Cehova, mama lui Anton
- Ecaterina Vasilieva – Ovcinnikova, artistă pictoriță
- Leonid Gallis – Vladimir Ghiliarovski, unchiul Ghiliai
- Aleksandr Kuznețov – Jurkin
- Iuri Iakovlev – Potapenko, scriitor celebru, prieten și rival al lui A. Cehov
- Serghei Kulaghin – negustorul Gribov
- Evgheni Șutov – Părintele Gherasim din Melihov
- Viktor Abdiușko – un țăran
- Igor Kvașa – rol episodic
- Vladimir Osenev – Kurbatov
- Gheorghi Tusuzov – sufleor
- Aleksandr Șirvindt – rol episodic
- Svetlana Svetlicinaia – Afrodita Popandos
- Galina Komarova – servitoarea (nemenționată)

## Lansare
A fost lansat în anul 1970 și a avut parte de succes comercial, fiind vizionat de 8,1 milioane de spectatori în cinematografele din Uniunea Sovietică.